# Mabel Moir James
Mabel Moir James, född 1917, död 2010, var en dominikisk politiker.
Hon blev 1966 den första kvinna som valdes till sitt lands parlament. 